# Psilocybe galindoi
Psilocybe galindoi é uma espécie de fungo da família Strophariaceae. É um representante do gênero Psilocybe, que é composto principalmente de espécies alucinógenas.